# Liste des États et territoires d'Inde par point culminant
Cette liste présente les États et territoires de l'Inde par point culminant.
Concernant le premier niveau de l'administration territoriale du pays, l'Inde compte 28 États et huit territoires de l'Union.

## Liste
- sommets situés entre deux subdivisions indiennes de premier niveau ;
- sommets situés entre la frontière indienne et celle d'un État limitrophe (en).

| Rang | Subdivision                           | Sommet               | Altitude (m) | Chaîne/Massif                            | Coordonnées                       | Image                  |
| ---- | ------------------------------------- | -------------------- | ------------ | ---------------------------------------- | --------------------------------- | ---------------------- |
| 1    | Sikkim                                | Kangchenjunga        | 8 586        | Himalaya                                 | 27° 42′ 09″ nord, 88° 08′ 48″ est | Kangchenjunga          |
| 2    | Uttarakhand                           | Nanda Devi           | 7 816        | Garhwal Himalayas (en) (Himalaya)        | 30° 22′ 33″ nord, 79° 58′ 15″ est | Nanda Devi             |
| 3    | Ladakh                                | Saltoro Kangri       | 7 742        | Monts Saltoro (Karakoram)                | 35° 23′ 58″ nord, 76° 50′ 55″ est | Saltoro Kangri         |
| 4    | Jammu-et-Cachemire                    | Nun (Nun Kun)        | 7 135        | Himalaya                                 | 33° 58′ 51″ nord, 76° 01′ 14″ est | Nun                    |
| 5    | Arunachal Pradesh                     | Kangto (en)          | 7 090        | Himalaya                                 | 27° 51′ 54″ nord, 92° 31′ 57″ est | Kangto                 |
| 6    | Himachal Pradesh                      | Reo Purgyil (en)     | 6 816        | Himalaya                                 | 31° 53′ 02″ nord, 78° 43′ 53″ est | Reo Purgyil            |
| 7    | Nagaland                              | Mont Saramati (en)   | 3 841        | Naga Hills (Patkai)                      | 25° 44′ 24″ nord, 95° 02′ 15″ est | Illustration manquante |
| 8    | Bengale-Occidental                    | Sandakphu (en)       | 3 636        | Singalila Ridge (en) (Himalaya)          | 27° 06′ 21″ nord, 88° 00′ 06″ est | Sandakphu              |
| 9    | Manipur                               | Mont Tempü (en)      | 2 994        | Chaînon Barail (en)                      | 25° 31′ 50″ nord, 94° 05′ 06″ est | Illustration manquante |
| 10   | Kerala                                | Anamudi              | 2 695        | Anaimalai Hills (en) (Ghats occidentaux) | 10° 10′ 09″ nord, 77° 03′ 38″ est | Anamudi                |
| 11   | Tamil Nadu                            | Doddabetta (en)      | 2 637        | Nilgiris (Ghats occidentaux)             | 11° 24′ 09″ nord, 76° 44′ 12″ est | Doddabetta             |
| 12   | Mizoram                               | Phawngpui            | 2 157        | Mizo Hills (Patkai)                      | 22° 37′ 53″ nord, 93° 02′ 20″ est | Phawngpui              |
| 13   | Meghalaya                             | Shillong Peak (sw)   | 1 965        | Khasi (plateau de Shillong (en))         | 25° 31′ 54″ nord, 91° 51′ 04″ est | Illustration manquante |
| 14   | Karnataka                             | Mullayyana Giri (en) | 1 925        | Sahyadri Hills (Ghats occidentaux)       | 13° 23′ 27″ nord, 75° 43′ 17″ est | Mullayyana Giri        |
| 15   | Assam                                 | Jhingtubum           | 1 867        | Naga Hills (Patkai)                      | 25° 10′ 20″ nord, 93° 14′ 30″ est | Illustration manquante |
| 16   | Rajasthan                             | Gurû Sikhara         | 1 722        | Aravalli                                 | 24° 38′ 59″ nord, 72° 46′ 35″ est | Gurû Sikhara           |
| 17   | Andhra Pradesh                        | Arma Konda (en)      | 1 680        | Ghats orientaux                          | 18° 13′ 41″ nord, 82° 43′ 23″ est | Illustration manquante |
| 18   | Odisha                                | Deomali (en)         | 1 672        | Ghats orientaux                          | 18° 40′ 32″ nord, 82° 58′ 54″ est | Deomali                |
| 19   | Maharashtra                           | Kalsubai (en)        | 1 646        | Ghats occidentaux                        | 19° 36′ 04″ nord, 73° 42′ 33″ est | Kalsubai               |
| 20   | Haryana                               | Pic Karoh (en)       | 1 467        | Siwalik                                  | 30° 44′ 37″ nord, 77° 04′ 37″ est | Illustration manquante |
| 21   | Jharkhand                             | Parasnath (en)       | 1 365        | Chota Nâgpur                             | 23° 21′ 00″ nord, 85° 20′ 00″ est | Parasnath              |
| 22   | Madhya Pradesh                        | Dhupgarh             | 1 350        | Satpura                                  | 22° 26′ 58″ nord, 78° 22′ 23″ est | Dhupgarh               |
| 23   | Gujarat                               | Gaodan               | 1 317        | Ghats occidentaux                        | 20° 46′ 34″ nord, 73° 56′ 07″ est | Illustration manquante |
| 24   | Chhattisgarh                          | Guartala Hills       | 1 225        | Inconnu                                  | 23° 29′ 28″ nord, 83° 37′ 04″ est | Illustration manquante |
| 25   | Goa                                   | Sonsogor (en)        | 1 026        | Ghats occidentaux                        | 15° 31′ 22″ nord, 74° 16′ 42″ est | Illustration manquante |
| 26   | Telangana                             | Doli Gutta (en)      | 965          | Deccan                                   | 18° 20′ 31″ nord, 80° 44′ 29″ est | Illustration manquante |
| 27   | Pendjab                               | Siali Dhar (ceb)     | 959          | Himalaya                                 | 32° 26′ 31″ nord, 75° 54′ 16″ est | Illustration manquante |
| 28   | Uttar Pradesh                         | Pic Amsot (ceb)      | 957          | Chaînon Rajaji (Deccan)                  | 30° 22′ 47″ nord, 77° 41′ 11″ est | Illustration manquante |
| 29   | Tripura                               | Betlingchhip (en)    | 930          | Jampui Hills (en) (Mizo Hills)           | 23° 48′ 35″ nord, 92° 15′ 39″ est | Betlingchhip           |
| 30   | Bihar                                 | Someshwar Fort (en)  | 874          | Siwalik                                  | 27° 23′ 17″ nord, 84° 18′ 18″ est | Someshwar Fort         |
| 31   | Îles Andaman-et-Nicobar               | Pic Saddle (en)      | 732          | Andaman du Nord                          | 13° 09′ 30″ nord, 93° 00′ 22″ est | Pic Saddle             |
| 32   | Chandigarh                            | Point non nommé      | 460          | Siwalik                                  | 30° 46′ 20″ nord, 76° 49′ 14″ est | Illustration manquante |
| 33   | Dadra et Nagar Haveli et Daman et Diu | Point non nommé      | 440          | Ghats occidentaux                        | 20° 04′ 55″ nord, 73° 11′ 25″ est | Illustration manquante |
| 34   | Delhi                                 | Tughlaqabad          | 319          | Arête de Delhi (Aravalli)                | 28° 30′ 38″ nord, 77° 15′ 36″ est | Tughlaqabad            |
| 35   | Territoire de Pondichéry              | Point non nommé      | 30           | Ghats orientaux                          | 11° 52′ 37″ nord, 79° 36′ 22″ est | Illustration manquante |
| 36   | Lakshadweep                           | Point non nommé      | 15           | Île Agatti (en)                          | 10° 52′ 10″ nord, 72° 11′ 58″ est | Illustration manquante |

## Carte
| Kangchenjunga Nanda Devi Saltoro Kangri Nun Kangto Reo Purgyil Mont Saramati Sandakphu Mont Tempü Anamudi Doddabetta Phawngpui Shillong Peak Mullayyana Giri Jhingtubum Gurû Sikhara Arma Konda Deomali Kalsubai Pic Karoh Parasnath Dhupgarh Gaodan Guartala Hills Sonsogor Doli Gutta Siali Dhar Pic Amsot Betlingchhip Someshwar Fort Pic Saddle Point non nommé Tughlaqabad Point non nommé |